# Arno Bonanni

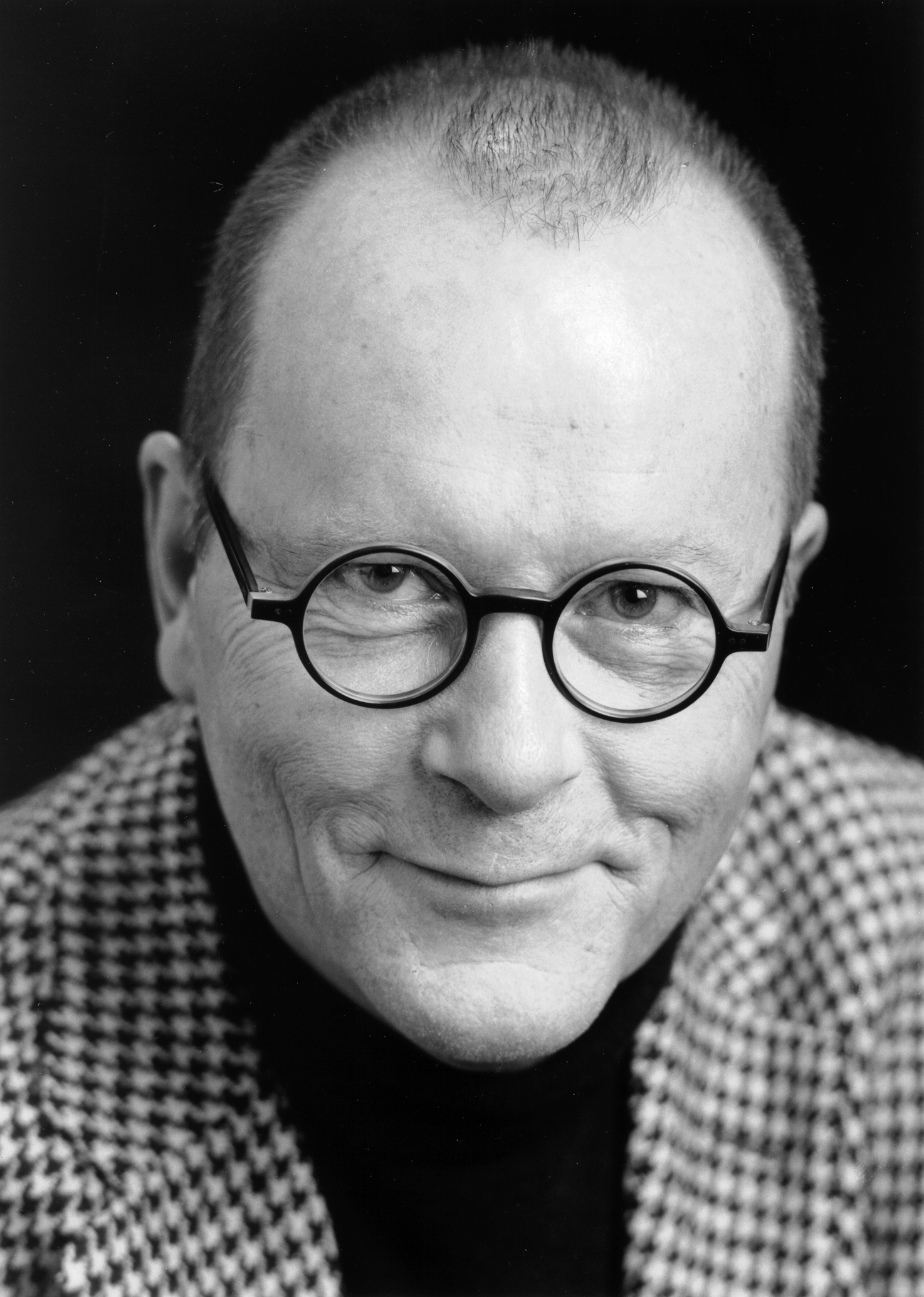
Arno Bonanni (2000)

Arno Johannes Bonanni (* 21. April 1946 in Berkum, Rheinland) ist ein deutscher Architekt und emeritierter Universitätsprofessor. Neben zahlreichen ausgeführten Bauten entwarf Bonanni auch Stadtmöbel, die weltweit in vielen Städten aufgestellt wurden.

## Leben
Arno Bonanni wurde als Sohn eines Schulrektors in eine deutsch-italienische Familie geboren. Schon früh zeigte sich eine ausgeprägte Neigung zum Malen und Zeichnen mit einem besonderen Interesse für Geometrie. Mit zwölf Jahren fasste er den Wunsch, Architekt zu werden. Das Architekturstudium absolvierte er an der Technischen Universität Berlin, u. a. bei Oswald Mathias Ungers, und schloss es 1970 mit dem Diplom ab.
1975 promovierte er über Spezielle Planungsaspekte für multifunktionelle Zentren mit integrierten Schnellbahnhaltestellen.

### Architekturbüro

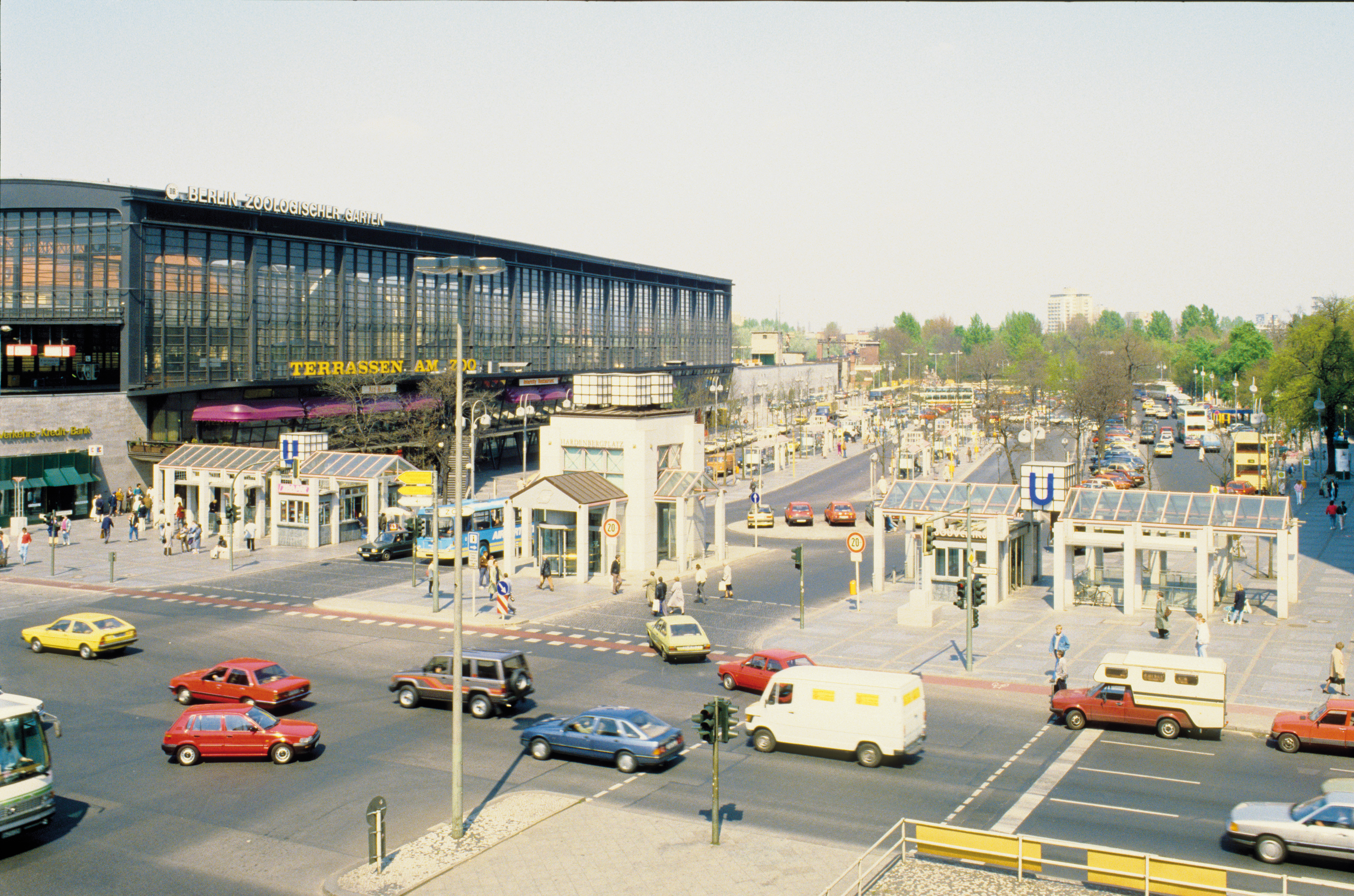
Hardenbergplatz

1976 gründete Bonanni sein erstes Architekturbüro in Gemeinschaft mit einem Kollegen. Für den Entwurf eines Stadthaustypus gewann er 1978 den Schinkelpreis des AIV. 1993 erfolgte die Gründung des Büros Arno Bonanni Architekten, 2015 erfolgte die Umwandlung in eine Kapitalgesellschaft mit zwei weiteren Gesellschaftern. Bis 2019 blieb Bonanni dem Büro als Gesellschafter und Berater verbunden, das seitdem von seinen beiden Partnern geführt wird.
Bonanni widmet sich mit seinem Büro sowohl der stadträumlichen Gestaltung mit Entwürfen vom Stadtmöbel über Platzgestaltungen (Henriettenplatz, Hardenbergplatz, beide Berlin) bis hin zum Siedlungsbau als auch der Planung verschiedener Gebäudetypologien. Büro- und Gewerbegebäude gehören ebenso zu seinem Repertoire wie Medizinbauten und Kindergärten. Zwischen 1986 und 1997 entwarf Bonanni für die Firma Wall eine Serie von Stadtmöbeln und Designobjekten, die in der Folge nicht nur in Berlin, sondern auch in Moskau, Sankt Petersburg, Istanbul, Lausanne, New York und anderen Städten Aufstellung fanden. Einen besonderen Schwerpunkt seines Schaffens bildet der Wohnungsbau.

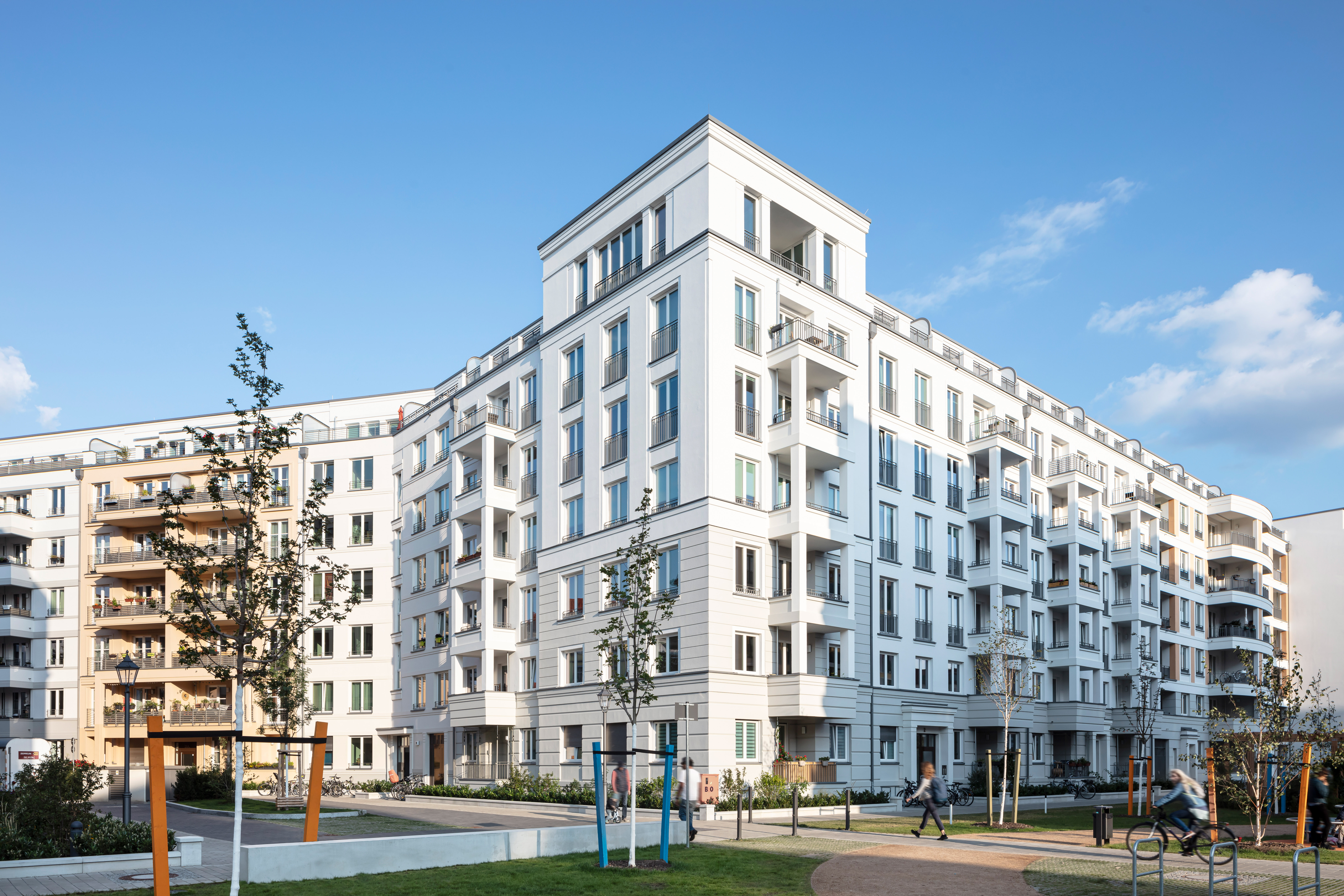
Wohnbebauung im Quartier BOX Seven

 Bekannte Bauwerke sind die Bebauung des Bundesratufers in Berlin, die Umwandlung eines Bürohochhauses in einen Wohnturm in der Heilbronner Straße an der Berliner Stadtbahn und das Quartier Box Seven in Berlin-Friedrichshain, mit über 600 Wohnungen seinerzeit das größte Wohnungsbauvorhaben innerhalb des Berliner S-Bahn-Rings, für das er den Masterplan und den größten Teil der Entwurfs- und Ausführungsplanung erstellte.

### Lehrtätigkeit

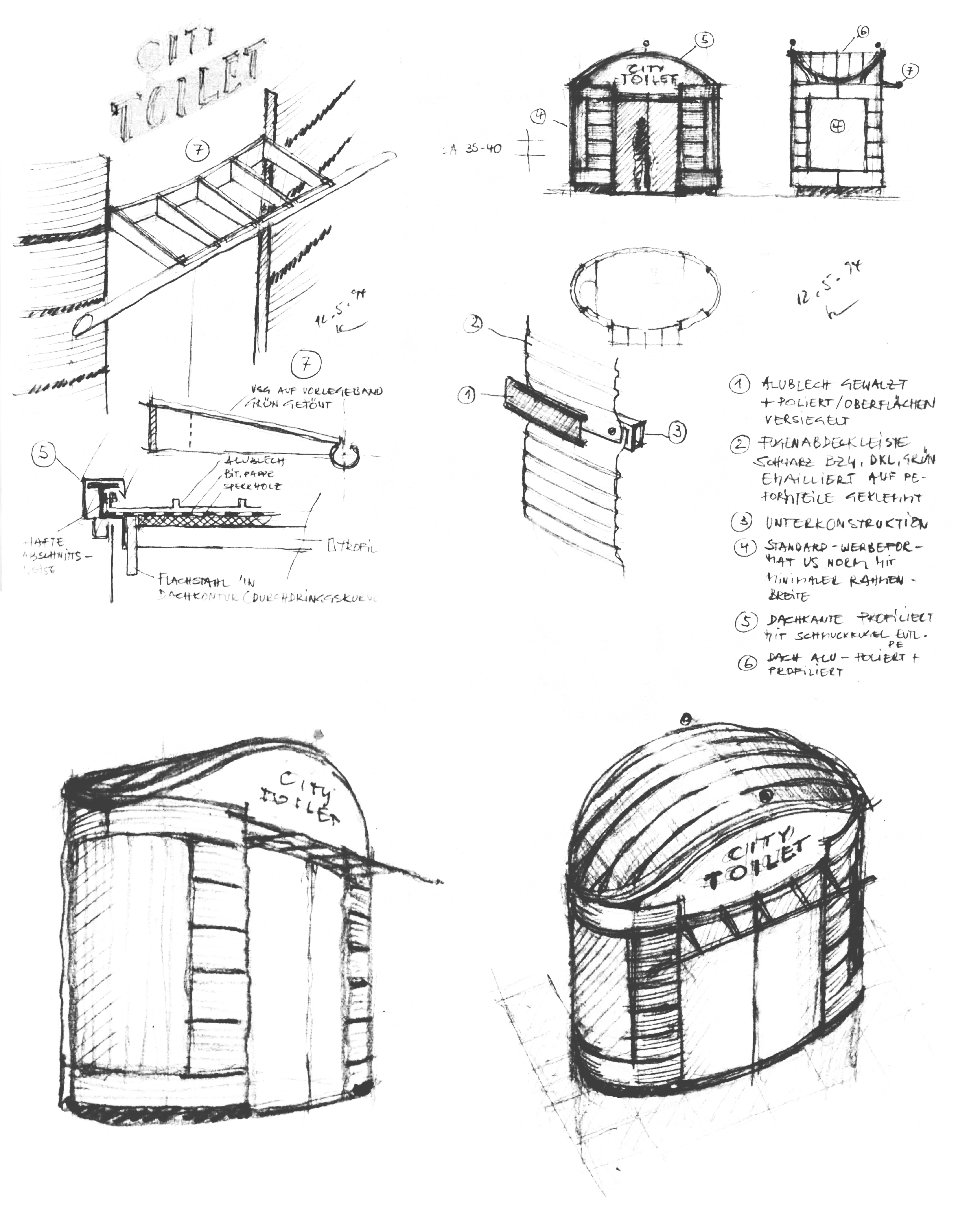
City-Toilette auf elliptischem Grundriss, Handskizzen von Arno Bonanni

1971 erhielt Bonanni einen Lehrauftrag an der Hochschule für Bildende Künste Berlin (der heutigen Universität der Künste). An der Technischen Universität Berlin folgten die Tätigkeit als Wissenschaftlicher Mitarbeiter und 1975 die Promotion. 1976 wurde er als damals jüngster Professor auf den Lehrstuhl für Architekturdarstellung und -gestaltung berufen. Von 1987 bis 1989 stand er der Fakultät für Architektur als Dekan, bis 2006 dem Institut für Darstellung und Gestaltung als Geschäftsführender Direktor vor. 2011 schied er aus dem aktiven Dienst an der TU Berlin aus. Für seine Lehre der Darstellenden Geometrie bereitete er deren Prinzipien von den Grundlagen der Projektion bis zur Diskussion komplexer geometrischer Phänomene systematisch auf. Daneben verantwortete er zahlreiche Seminare zu Gestaltungsfragen im Objektdesign. Viele Themen seiner Lehrtätigkeit standen dabei im Bezug zu seiner Praxis als Architekt; stellvertretend hierfür steht die Konstruktion der Durchdringungskurve zwischen stehendem elliptischen Zylinder und liegendem geraden Kreiszylinder am Beispiel der City-Toilette auf elliptischem Grundriss.

## Einordnung

### Tradition
Bonanni nennt als Vorbilder Architekten wie Hermann Muthesius, Heinrich Tessenow und Alfred Grenander, ebenso Paul Mebes und Paul Schmitthenner, die, während ihre Kollegen bereits eines sehr viel revolutionäreren formalen Gestus pflogen, die Tradition handwerklicher Ehrlichkeit, Akkuratesse und Tektonik in die Moderne hinübertrugen.

### Typologie
„Kunst ist Typenbildung, und das ist ein Lebensprojekt, die schrittweise Entdeckung, Entwicklung, Erprobung und Optimierung von Typen. Heute Abend zu sehen und durch zahlreiche Beispiele belegt: die Entwicklung mehrerer Typen, zentral dabei das Etagenwohnhaus, im Blockrand, an der Platzkante, in den Block hinein geschichtet, als gegliederter Kompaktbau und, neu im Programm, als konvertiertes Hochhaus. Variabel im Ausdruck und unter den vier Gesichtspunkten, die ich eingangs nannte, optimiert. Inzwischen an einem Punkt angekommen, an dem man durchaus von einem Idealtypus und von Ergebnissen für Berlin im Kontext von Global Village sprechen kann.“

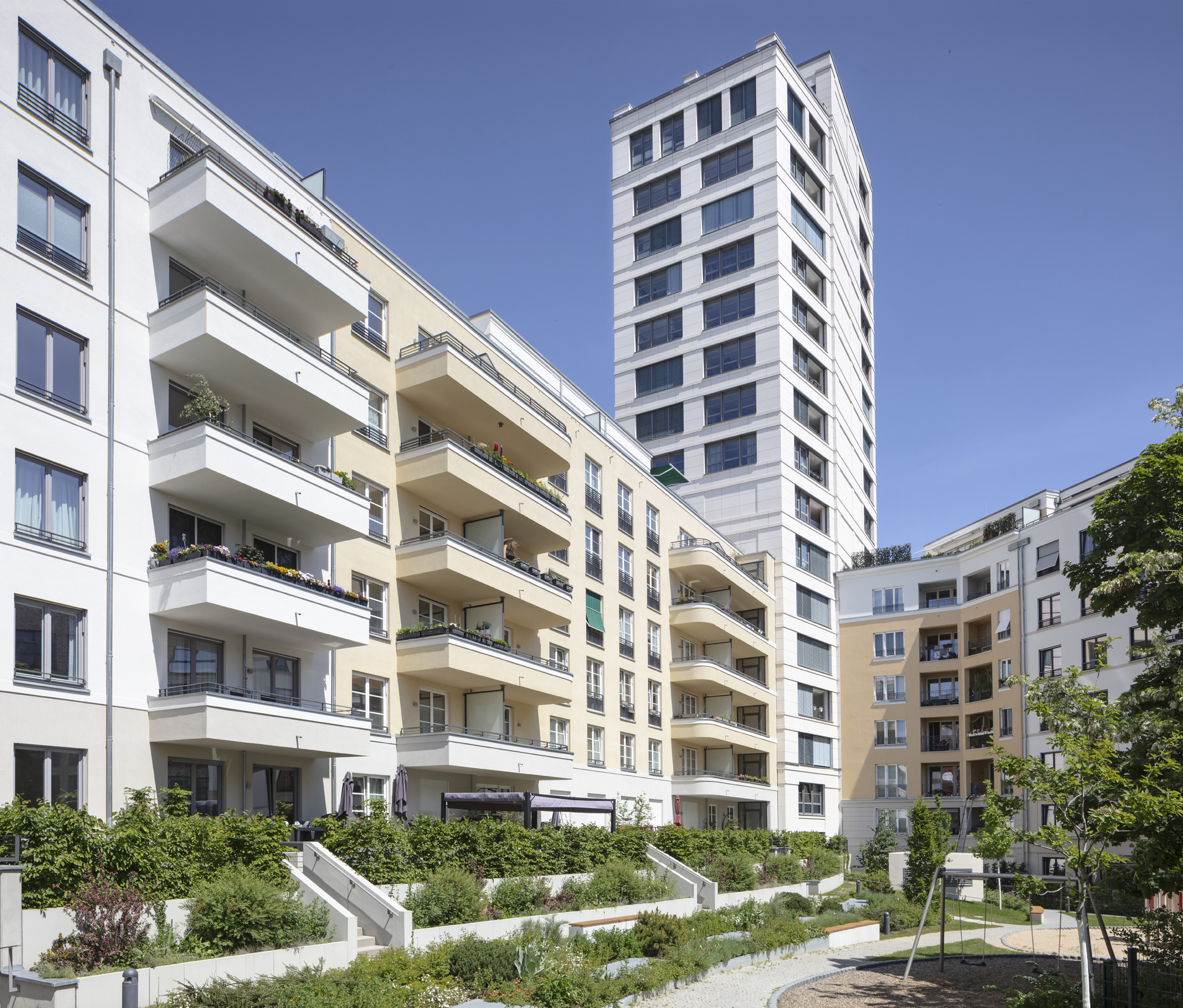
Wohnbebauung in der Heilbronner Straße

Baldus bezieht die Kunstdefinition auf ein zentrales Motiv im Schaffen Bonannis: die stetige Weiterentwicklung des Wohnhauses als Typus, der nicht nur mit Bezug auf seine äußere Geometrie, sondern auch auf die von Baldus angeführten „vier Gesichtspunkte“, die für ihn in „Grundriss, in dem sich der persönliche Lebenskreis gut organisieren lässt, Bauökonomie, Bautechnologie und der Wahrnehmung als Orientierung in städtischer Lebenswelt“ besteht, einer permanenten Anpassung und Optimierung unterzogen wird.

### Stil
Ästhetisches Ziel von Bonannis Architektur ist die Herstellung von Atmosphäre und die Darstellung von Tektonik. Stilistische Mittel wie die Verwendung klassischer Formen und der gezielte Einsatz des Dekor dienen „einerseits der Erzeugung einer heiteren, lebensoptimistischen Atmosphäre wie andererseits der Verdeutlichung und Orientierung des tektonischen Aufbaus.“ Die Formensprache, derer sich Bonanni dafür bedient, verbindet in assoziativem Experimentieren Referenzen aus verschiedenen Architekturparadigmen in einem „Pluralismus, der von Postmoderne und Traditionalismus über Klassischeres und den Art Déco bis zur abstrakteren Moderne und zu Gestaltungen reicht, die an den italienischen Neorealismus erinnern.“ Diese Referenzen sind jedoch nie Selbstzweck oder Extravaganz, sondern ordnen sich dem Gebrauchswert (der Raumbildung) unter, mit dem die Bewährungsfähigkeit von Architektur im Alltag gemessen wird.

## Ausgeführte Bauten (Auswahl)
- 1975 – Stadtvilla, Benediktiner Straße, Berlin-Frohnau
- 1976 – Haus Bahn, Berlin-Spandau
- 1977 – Wohn- und Geschäftshaus, Berlin-Reinickendorf
- 1978 – Einfamilienhaus, Lyckallee, Berlin-Westend
- 1980 – Einfamilienhaus, Pücklerstraße, Berlin-Dahlem[7][8]
- 1981 – Mehrfamilienhaus, Hainbuchenstraße, Berlin-Frohnau
- 1982–1985 – zwei Einfamilienhäuser, Bondickstraße, Berlin-Waidmannslust
- 1982 – Stadtvilla, Seydlitzstraße, Berlin-Lichtenrade
- 1983 – Einfamilienhaus, Bergengruenstraße, Berlin-Zehlendorf
- 1983 – Einfamilienhaus, Nussbaumer Straße, Traunstein
- 1983 – Haus Jahn, Köln-Junkersdorf
- 1984 – Stadtvilla, Kissinger Straße, Berlin-Schmargendorf
- 1984 – Stadtvilla, Hundekehlestraße, Berlin-Schmargendorf
- 1985 – Einfamilienhaus, Silberhammerweg, Berlin-Heiligensee
- 1985 – Stadtvilla, Krusauer Straße, Berlin-Lichtenrade
- 1986 – Einfamilienhaus, Eisenhammerweg, Berlin-Tegel
- 1987 – Stadtvilla, Bachstelzenweg, Berlin-Grunewald
- 1987 – Torbauten und Platzgestaltung vor dem Bahnhof Zoo, Berlin-Charlottenburg[9][10]
- 1987 – Platzgestaltung Henriettenplatz, Berlin-Halensee
- 1988 – Stadtvilla, Dünkelbergsteig, Berlin-Grunewald
- 1989 – Stadtvilla mit Schwimmbad, Gustav-Freytag-Straße, Berlin-Grunewald[11][12]
- 1989 – Einfamilienhaus, Dacheroedenstraße, Berlin-Tegel
- 1989–1998 – Stadtmöbel, Berlin/Moskau/New York und weitere
- 1991 – Einfamilienhaus, Nordring, Bünde
- 1991 – Stadtvilla, Katharinenstraße, Berlin-Zehlendorf
- 1991 – Umbau und Sanierung einer denkmalgeschützten Villa, Gustav-Freytag-Straße, Berlin-Grunewald
- 1992 – Wohnresidenz am Hundekehlesee, Berlin-Grunewald
- 1992 – drei Wohnhäuser, Beelitzer Straße, Ferch
- 1993 – Wohn- und Geschäftshaus, Reichsstraße, Berlin-Westend
- 1993 – Büro- und Geschäftshaus BEWAG-Umspannwerk, Berlin-Wilmersdorf
- 1994 – Umnutzung und Sanierung Villa Harteneck, Berlin-Grunewald
- 1994 – Wohn- und Geschäftshaus, Humboldtstraße, Berlin-Wilmersdorf
- 1995 – Büro- und Geschäftshaus, Charlottenstraße, Berlin-Mitte
- 1995 – Wohn- und Geschäftshaus, Hohenzollerndamm, Berlin-Wilmersdorf
- 1996 – Wohn- und Geschäftshaus, Waltersdorfer Chaussee, Berlin-Rudow
- 1996 – Mehrfamilienhaus, zwei Reihenhäuser und Büros, Dorfstraße, Ferch
- 1997 – Mehrfamilienhaus mit Zahnklinik und Markt, Mariendorfer Damm, Berlin-Tempelhof
- 1998 – Seniorenresidenz, Ferch
- 1998 – Seniorenresidenz, Hohenzollerndamm, Berlin-Wilmersdorf
- 1998 – Privatklinik, Sächsische Straße, Berlin-Wilmersdorf
- 1999 – Wohn- und Geschäftshaus, Sophienstraße, Berlin-Mitte
- 1999 – 36 Doppel- und Reihenhäuser, An der Fährwiese, Potsdam-Hermannswerder
- 2001 – zwei Stadtvillen, Pferdnerstraße, Leipzig-Wahren
- 2001 – Reihen- und Einfamilienhäuser, Leipzig-Engelsdorf
- 2002 – Bürohaus, Teleportboulevard, Amsterdam
- 2005 – Büro- und Geschäftshaus, Eschstraße, Bünde
- 2007 – sechs Wohnhäuser, Bundesratufer, Berlin-Moabit
- 2007 – Wohn- und Geschäftshaus, Rüdesheimer Straße, Berlin-Wilmersdorf
- 2008 – Einfamilienhaus, Petunienweg, Berlin-Rudow
- 2009 – zwei Stadtvillen, Am Kleinen Wannsee, Berlin-Wannsee
- 2009 – drei Wohnhäuser, Winterfeldtstraße, Berlin-Schöneberg
- 2011 – Vorder- und Gartenhaus, Fontanepromenade, Berlin-Kreuzberg
- 2011–2013 – Rosengärten, Württembergische Straße, Berlin-Wilmersdorf
- 2012–2013 – Vorder- und Gartenhaus, Vorbergstraße, Berlin-Schöneberg
- 2014 – sieben Wohnhäuser, Barbarossaplatz, Berlin-Schöneberg
- 2014 – drei Wohnhäuser, Charlottenbrunner Straße, Berlin-Schmargendorf
- 2015 – sechs Wohnhäuser mit Markt, Zillestraße/Wilmersdorfer Straße, Berlin-Charlottenburg
- 2015–2019 – Box Seven, Wohnquartier mit Kita, Stadtcafé und Gewerbe, Berlin-Friedrichshain
- 2015–2019 – fünf Wohnhäuser und Umbau eines Hochhauses, Heilbronner Straße, Berlin-Halensee[13]
- 2018–2021 – Mehrfamilienhaus, Schillerstraße, Berlin-Charlottenburg
- seit 2020 – Villa und Umbau eines Wohnhauses, Hellriegelstraße/Lentzeallee, Berlin-Dahlem

## Galerie

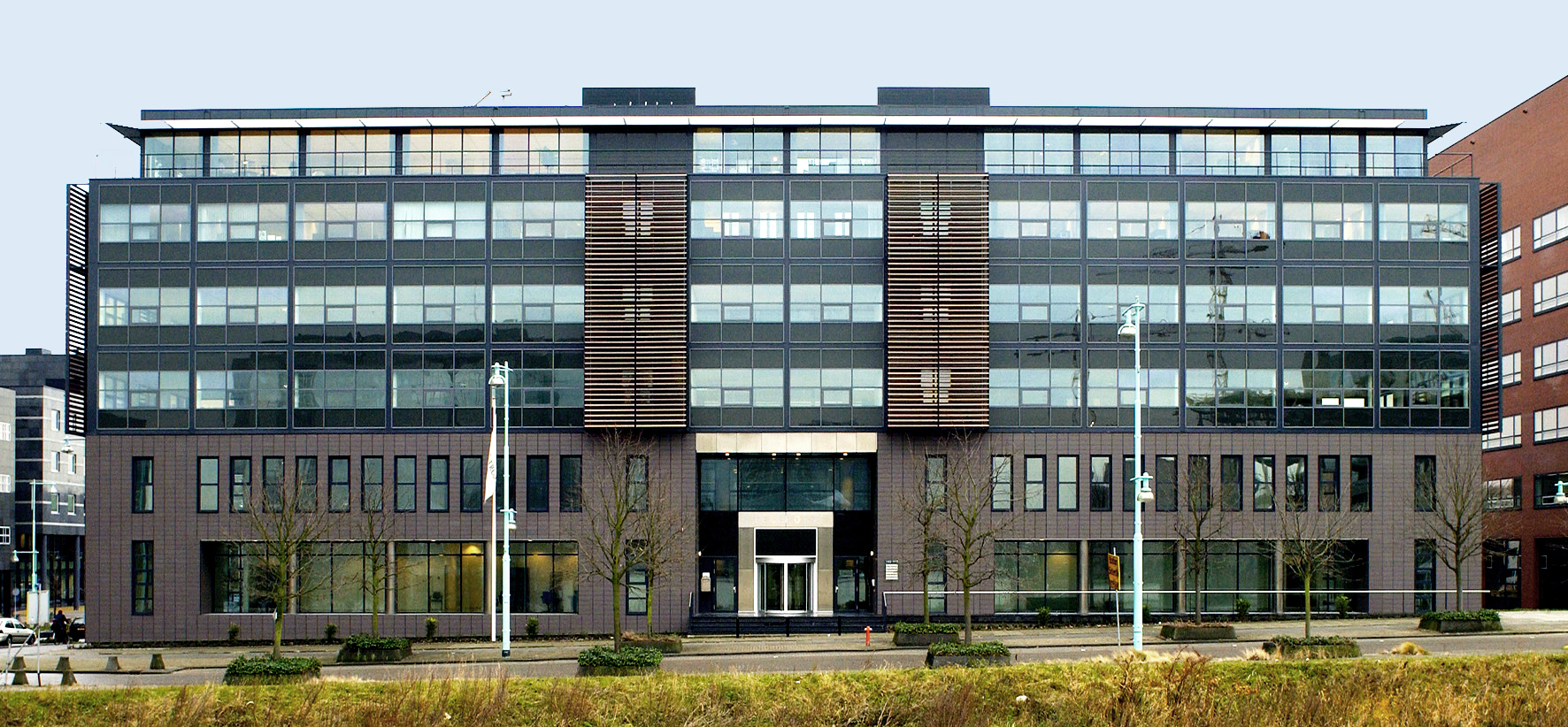
Bürohaus, Amsterdam
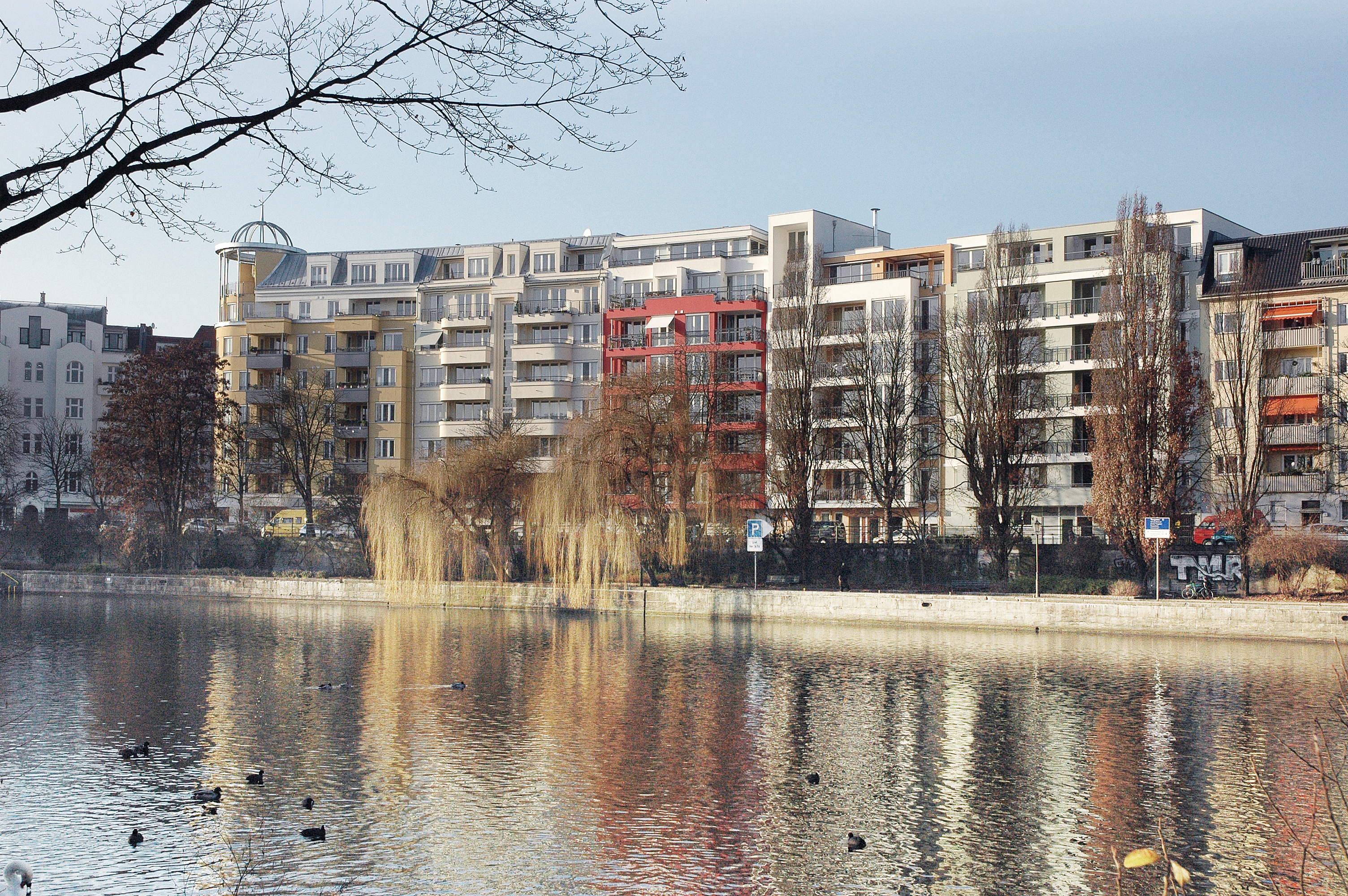
Wohnbebauung, Bundesratufer, Berlin
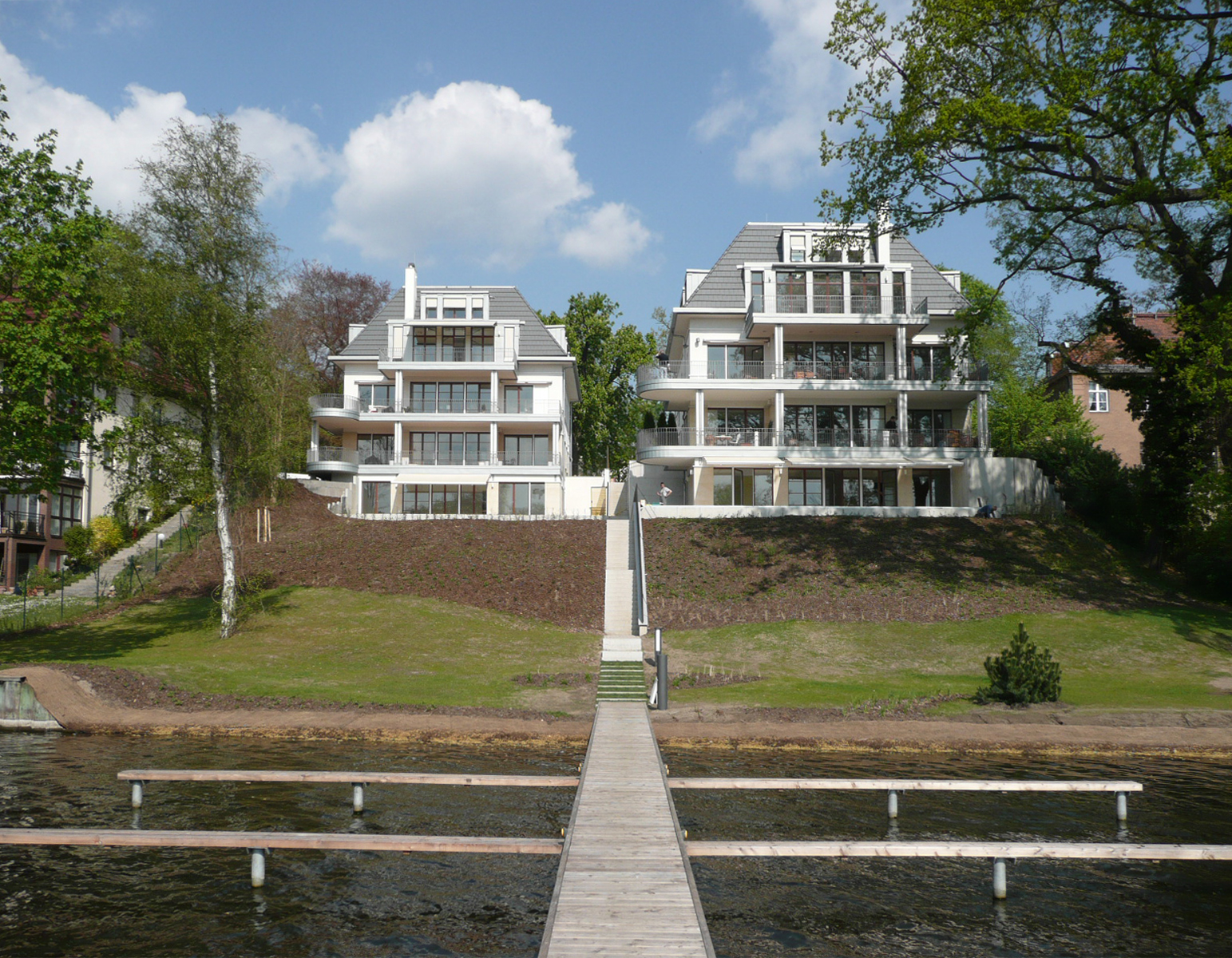
zwei Stadtvillen, Am Kleinen Wannsee, Berlin
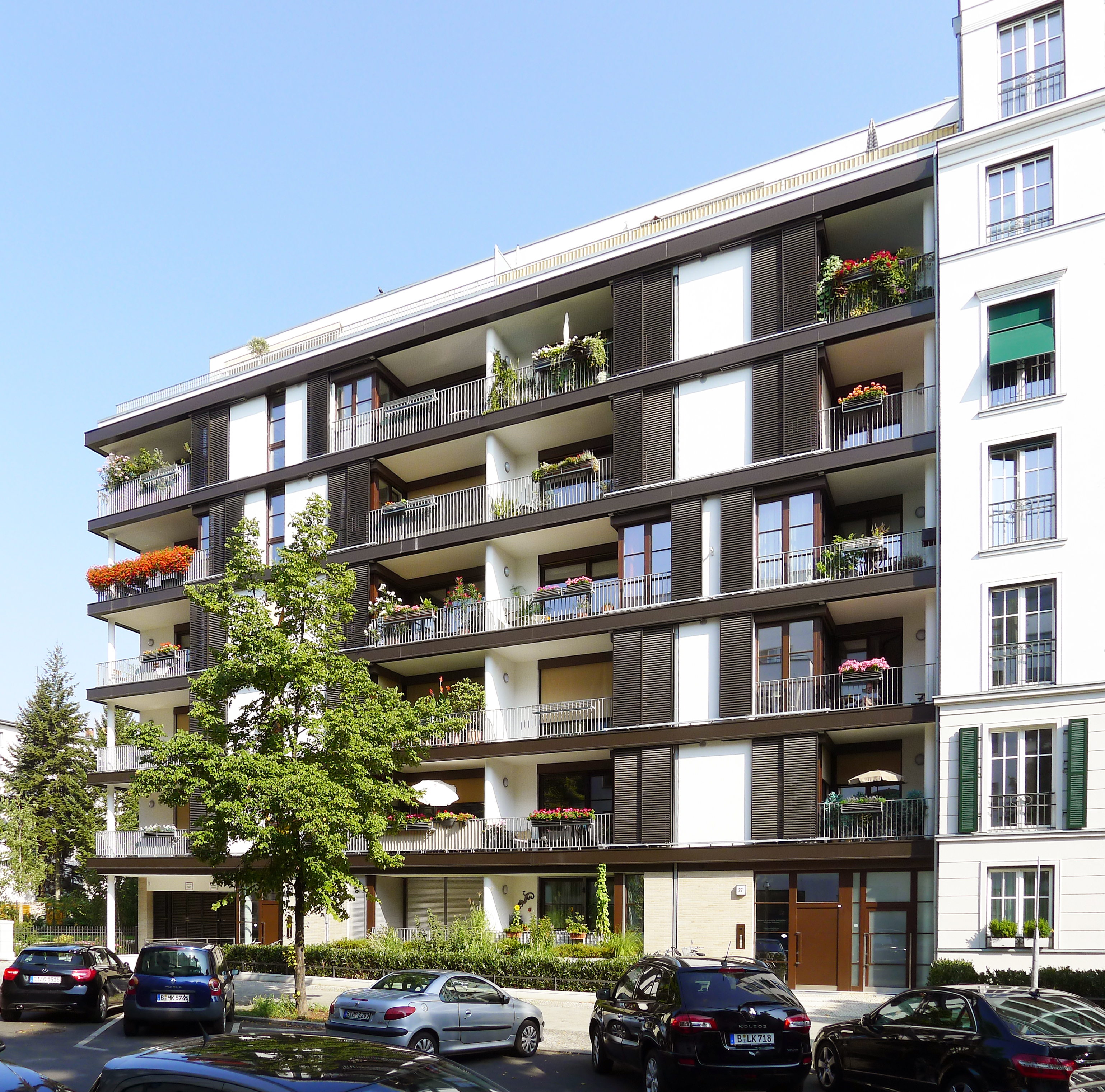
Rosengärten, Berlin